# RTV Papendrecht

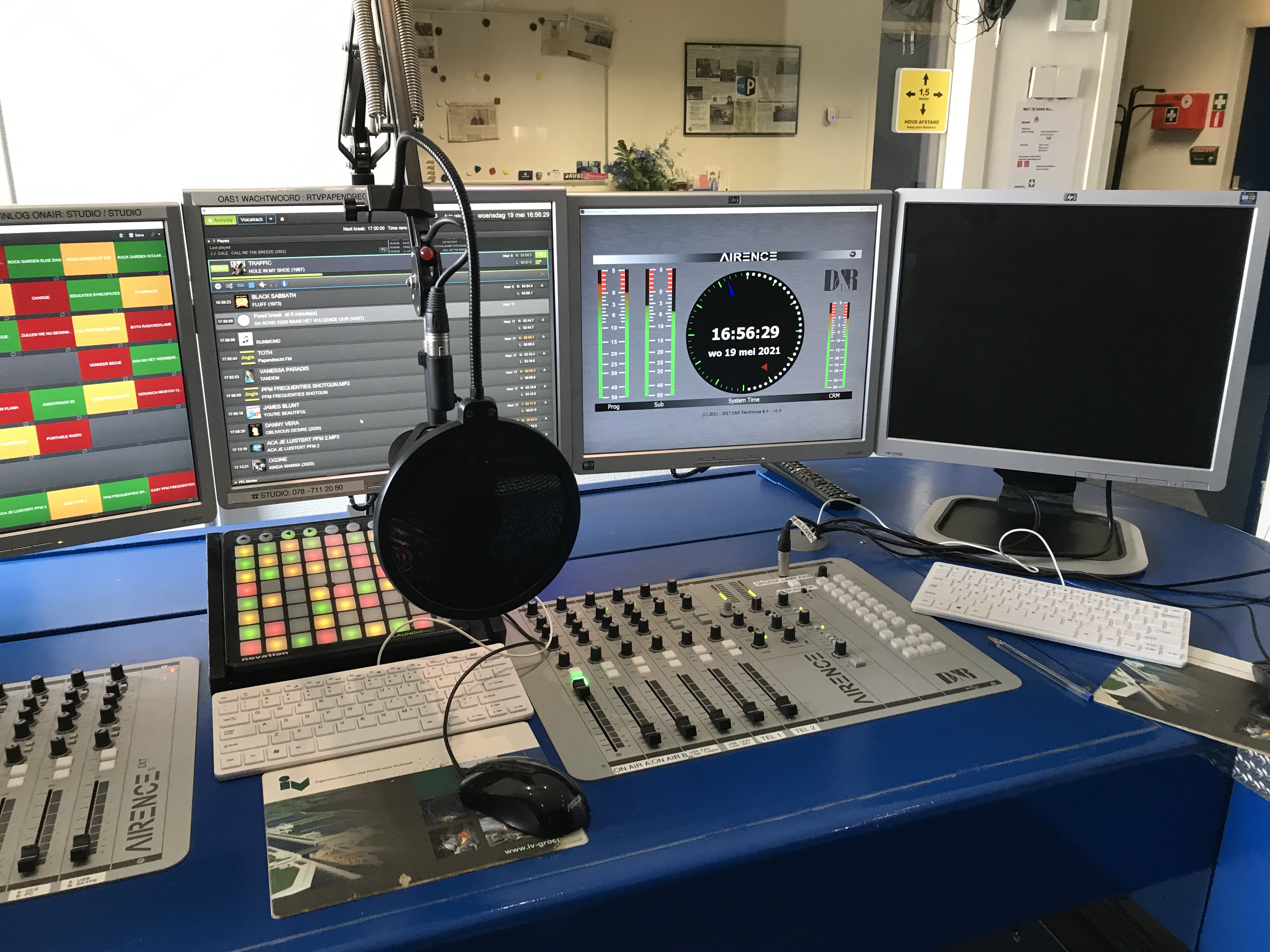
Studio Papendrecht FM

RTV Papendrecht is de lokale, publieke omroep voor de Nederlandse gemeente Papendrecht. De omroep verzorgt radio-uitzendingen via Drechtstad FM, tv-uitzendingen via TV Papendrecht en een website met nieuws over Papendrecht en omgeving.

## Ontvangst
Drechtstad FM is in de ether te ontvangen op 105.0 MHz. en 95.7 MHz. in de Drechtsteden en de Alblasserwaard. Op het internet is de zender te ontvangen via de officiële websites van RTV Papendrecht en RTV Dordrecht en apps zoals Radio Garden.
TV Papendrecht is te ontvangen via de verschillende providers, zoals Ziggo en KPN en via de eigen website.

## Programmering
Drechtstad FM biedt een gevarieerde programmering met veel muziek en informatie voor Dordrecht en Papendrecht. Informatieve programma's zijn bijvoorbeeld Praatpaal, Trots op Papendrecht, Via Cultura en Studio De Witt. Muziekprogramma's zijn onder meer Wij Houden Het Hollands, Rock Garden, Mens Durf te Leven en Flashback.
TV Papendrecht brengt onder meer korte reportages van gebeurtenissen in Papendrecht en omgeving en langere documentaires over de regio. De overige tijd wordt gevuld met de kabelkrant, die actuele nieuwsberichten brengt.

## Historie
RTV Papendrecht is de opvolger van Salsa Radio, dat in 2009 failliet werd verklaard. Na geruime tijd van voorbereidingen vond op 29 oktober 2010 de eerste testuitzending plaats. De officiële startdatum van de omroep is op 18 juni 2011.